# GSLV
GSLV - Geosynchronous Satellite Launch Vehicle (hindijsko भूस्थिर उपग्रह प्रक्षेपण यान) je indijska nosilna raketa za enkratno uporabo. Z raketami upravlja Indian Space Research Organisation (ISRO). Do leta 2014 so izstrelili 8 raket. S projektom GSLV so začeli v 1990-ih, ker je Indija hotela imeti sposobnost izstreljevanja satelitov v geostacionarno orbito